# Abell 478
Abell 478 è un ammasso di galassie situato in direzione della costellazione del Toro alla distanza di quasi 1,2 miliardi di anni luce dalla Terra.
È inserito nel Catalogo Abell redatto nel 1958 e ad una classe di ricchezza 2 (quindi costituito da 80-129 galassie).
La galassia più luminosa è l'ellittica PGC 14685.